# Liste der Biografien/Rotb
Liste der Biografien |
Portal Biografien |
Personensuche
# |
A |
B |
C |
D |
E |
F |
G |
H |
I |
J |
K |
L |
M |
N |
O |
P |
Q |
R |
S |
T |
U |
V |
W |
X |
Y |
Z |
?
 
Ra |
Rb |
Rd |
Re |
Rh |
Ri |
Rj |
Rk |
Rl |
Rm |
Rn |
Ro |
Rr |
Rs |
Rt |
Ru |
Rv |
Rw |
Rx |
Ry |
Rz
 
Roa |
Rob |
Roc |
Rod |
Roe |
Rof |
Rog |
Roh |
Roi |
Roj |
Rok |
Rol |
Rom |
Ron |
Roo |
Rop |
Roq |
Ror |
Ros |
Rot |
Rou |
Rov |
Row |
Rox |
Roy |
Roz 
 
Rota |
Rotb |
Rotc |
Rote |
Rotf |
Rotg |
Roth |
Roti |
Rotk |
Rotl |
Rotm |
Roto |
Rotp |
Rotr |
Rots |
Rott |
Rotu |
Rotw |
Roty |
Rotz 
Die Liste der Biografien führt alle Personen auf, die in der deutschsprachigen Wikipedia einen Artikel haben. Dieses ist eine Teilliste mit 13 Einträgen von Personen, deren Namen mit den Buchstaben „Rotb“ beginnt.

## Rotb

### Rotba
- Rotbald II., Graf und Markgraf von Provence
- Rotbald III. († 1014), Graf von Provence
- Rotbaum, Jakub (1901–1994), polnischer Theaterdirektor und Maler

### Rotbe
- Rotberg, Hans Eberhard (1903–1995), deutscher Jurist und Richter am Bundesgerichtshof
- Rotberg, Hans Ludmann von († 1423), Basler Politiker
- Rotberg, Hermann (1873–1945), deutscher Verwaltungsjurist und Parlamentarier
- Rotberg, Johann Christoph von (1720–1772), Adeliger, Domherr, Stiftspropst
- Rotberg, Leopold Melchior von (1673–1736), ranghoher Amtsträger der Markgrafschaft Baden-Durlach und der Landgrafschaft Hessen-Kassel
- Rotberg, Markus Freiherr von (* 1969), deutscher Fußballspieler
- Rotberg, Wernher von (1870–1949), deutscher Jurist und Verwaltungsbeamter
- Rotberg, Wilhelm von (1718–1795), Geheimrat und Kammerpräsident des Herzogtums Sachsen-Gotha-Altenburg

### Rotbl
- Rotblat, Józef (1908–2005), polnischer Physiker, Mitgründer der Pugwash-Konferenzen und FriedensnobelpreisträgerJózef Rotblat (1908–2005)

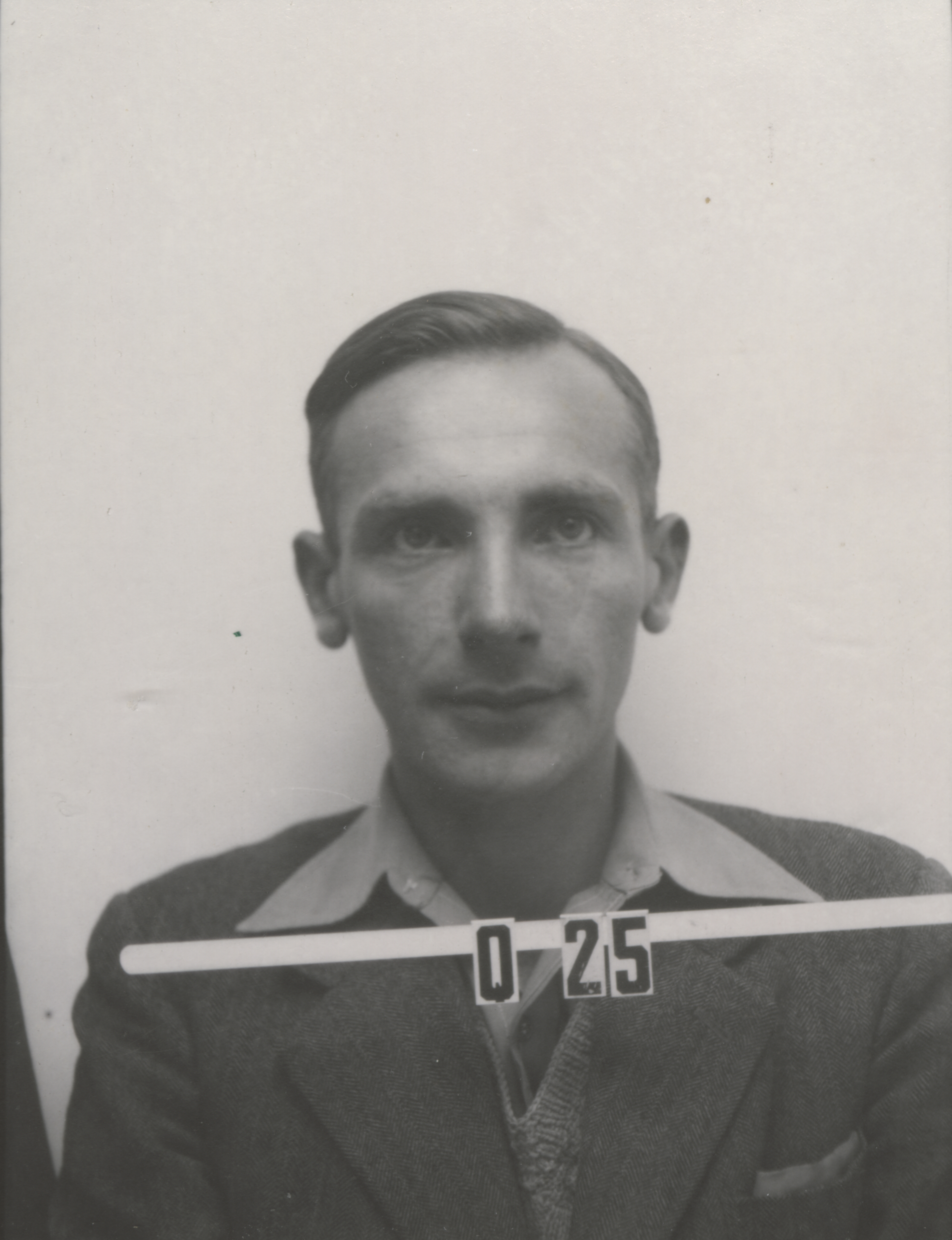
Józef Rotblat (1908–2005)

### Rotbo
- Rotbøll, Helle (* 1963), dänische Fußballspielerin